# Classe Peresvet
La classe Peresvet fu una classe di navi da battaglia pre-dreadnought costruite per la Voenno Morskoj Flot Rossijskoj Imperii tra il 1898 ed il 1903. Tutte e tre le unità di tale classe furono perse durante la guerra russo-giapponese. La Oslâbâ fu affondata durante la battaglia di Tsushima, mentre la Peresvet e la Pobeda furono affondate durante l'assedio di Port Arthur e successivamente recuperate dai giapponesi che le integrarono nella Marina imperiale giapponese.

## Caratteristiche tecniche

### Design

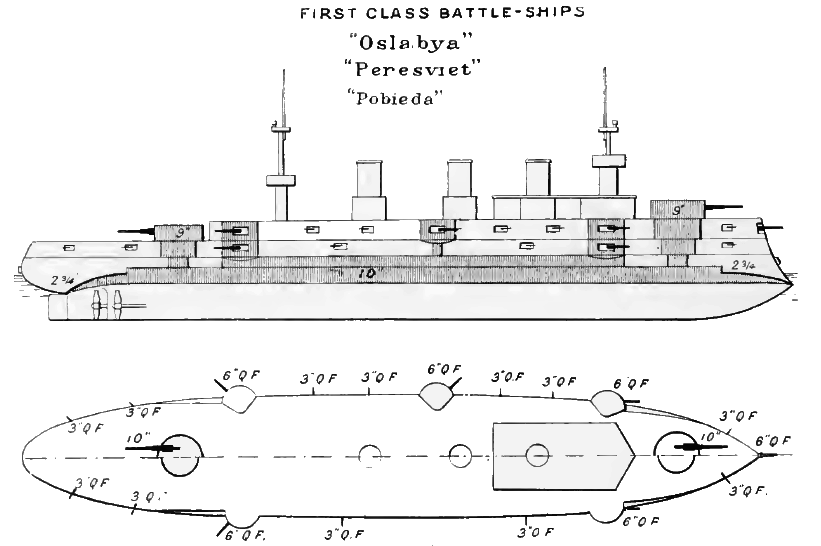
Disegno di base della classe Peresvet

La classe Peresvet era ispirata alla nave da battaglia britannica Centurion. Le nuove navi erano essenzialmente una versione ingrandita di un incrociatore corazzato, l'autonomia e la tenuta in mare erano buone ma erano poco corazzate e poco armate rispetto allo standard delle navi da battaglia del periodo. Come in molte altre navi da guerra russe dell'epoca è evidente la pesante influenza del design francese, con le torrette rotonde alla francese e un'opera morta molto alta e vulnerabile. La classe Peresvet anticipava concettualmente l'incrociatore da battaglia, comparso ad inizio del XX secolo. Fu progettata infatti per essere più economica di una normale nave da battaglia, rispetto al quale era meno corazzata ma anche più veloce così da poter sfuggire ad un eventuale scontro, ma contemporaneamente abbastanza potente da poter sopraffare qualunque incrociatore avesse tentato di attaccarla.

### Armamento
La batteria principale era costituita da 4 cannoni da 254 mm (10") prodotti dalle officine Obuchov, divisi in due torrette binarie, una a prua ed una a poppa. Questi erano più leggeri rispetto ai cannoni da 300 mm (12") utilizzati nella maggior parte delle navi da battaglia contemporanee. Le torrette erano azionate elettricamente. L'alzo dei cannoni andava da -5° a +35°. La batteria secondaria consisteva di 11 cannoni Canet da 152 mm (6"), 8 sul ponte principale in casematte, 2 sul ponte superiore e un singolo cannone era sistemato a prua. I cannoni da 254 mm avevano 80 colpi ciascuno, mentre quelli da 152 mm ne avevano 220. Per la difesa anti-torpediniere erano installati 20 cannoni Canet da 75 mm con 300 colpi ciascuno. Erano inoltre presenti 20 cannoni da 47 mm (2") e 6 cannoni Hotchkiss da 37 mm (1,4"). L'armamento era completato da 5 tubi lanciasiluri da 381 mm (15"), 3 sopra il livello dell'acqua e 2 sommersi.

### Protezione
Le navi erano protette da un sistema misto di corazzatura Harvey e corazzatura cementata Krupp. La protezione principale dello scafo, lunga 95 m e alta 2,55 m, da progetto avrebbe dovuto innalzarsi di 1,44 m al di sopra della linea di galleggiamento. Tuttavia il dislocamento reale delle navi superò quello di progetto e a pieno carico la protezione dello scafo rimaneva interamente sommersa. Fu quindi aggiunta sopra la precedente una protezione aggiuntiva spessa 100 mm. La corazzatura delle torrette fu ordinata in Germania e potrebbe essere la prima corazzatura Krupp ordinata in assoluto.

### Propulsione
L'apparato propulsivo era composto da 3 motori a vapore a tripla espansione, azionanti 3 eliche, che erano alimentati da 30 caldaie Belleville modello 1894 a carbone. L'apparato elettrico era composto da quattro dinamo con una capacità produttiva complessiva di 555 kW.

## Unità
- Peresvet: Varata nel 1898, era di base a Port Arthur come parte della flotta del Pacifico, con la quale combatté la battaglia del Mar Giallo. Fu affondata ai suoi ormeggi durante l'assedio di Port Arthur. Recuperata e riparata dai giapponesi, fu integrata nella Marina imperiale giapponese col nome di Sagami. Restituita alla Russia nel maggio 1916, riprese il nome Peresvet. Fu affondata fuori da Porto Said dalle mine lasciate dal sommergibile U-73.
- Oslâbâ: Varata nel 1898, era parte della flotta del Baltico. Fu affondata nella battaglia di Tsushima.
- Pobeda: Varata nel 1900, come la sorella Peresvet partecipò alla battaglia del Mar Giallo. Affondata anch'essa durante l'assedio di Port Arthur, fu recuperata e riparata dai giapponesi, che la ribattezzarono Suō. Disarmata nel 1922, fu demolita nel 1946.